# Pascal Coiffier
Pascal Coiffier, né le 7 janvier 1961 à Gournay-en-Bray (Seine-Maritime), est un footballeur français.
Coiffier est le genre de joueur dont le travail de récupération est évident pour les relances offensives et c'est pour son sérieux que les entraîneurs comptent sur lui. Il réalise une carrière honorable partagée entre D1 et D2 sans toutefois être titulaire indiscutable.

## Biographie

### Débuts à Rouen (avant 1979)
Pascal Coiffier nait en 1961 à Gournay-en-Bray en Seine-Maritime. Passionné de football il entre au centre de formation du FC Rouen, grand club de sa région natale et petit à petit il gravit les échelons des équipes de jeunes jusqu'à atteindre le groupe professionnel. Il incorpore ce dernier lors de la saison 1978-1979 lorsque le coach Daniel Druda l'appelle pour disputer douze rencontres du championnat de Division 2 où les Diables Rouges finissent cinquième. À dix-huit ans, Coiffier est alors en concurrence avec les Pascal Drieu, Didier Notheaux voire André Guttierez et Dominique Barberat.

### Joueur phare du Tours FC (1979-1986)
Mais même avec le peu de rencontres disputées, Pascal Coiffier arrive à se faire remarquer et le FC Tours mise sur lui. Le jeune normand ne refuse pas l'offre en espérant se faire une place dans le onze tourangeau. Il arrive en Indre-et-Loire en même temps que Serge Besnard, Jean-Philippe Dehon et Thierry Princet et l'objectif principal des dirigeants de Tours est de jouer la montée en première division.
Le coach Pierre Phelipon fait confiance à l'ancien rouennais en lui donnant une des places de titulaire au milieu de terrain et plus précisément celui de récupérateur. De ce fait Coiffier explose pendant ce championnat 1979-1980 en disputant 29 rencontres et en inscrivant ses trois premiers buts en professionnel. Ainsi ses statistiques en font un des hommes clés de la saison des tourangeaux qui terminent premiers du groupe A, ce qui leur vaut de valider automatiquement leur ticket pour le prochain championnat de D1. Mais la joie d'accéder à l'élite est quelque peu ternie du fait que l'équipe n'arrive pas à s'adjuger le titre de champion de France de D2 en perdant le match des champions contre l'AJ Auxerre sur le score cumulé de 4-1. Mais pour Coiffier cela est une grande année pour lui car il prouve qu'il a les capacités pour se fondre dans un effectif professionnel.
Malgré les arrivées de Patrice Augustin et Francis Meynieu au milieu de terrain, Coiffier arrive à garder un temps de jeu raisonnable en Division 1 en jouant 27 matchs mais la saison 1980-1981 est pénible car le FCT se bat pratiquement toute l'exercice pour éviter les deux dernières places du classement synonyme de relégation en D2. Finalement, ils terminent au 18e rang du classement puis l'emporte lors des barrages contre le Toulouse FC.
À la suite des arrivées de Simondi, Steck, Lacombe, Desrousseaux, Maroc, Marais et Devillechabrolle, du choix du nouvel entraîneur Hendrikus Hollink et peut-être aussi à cause de blessures, la saison 1981-1982 est pratiquement blanche pour Pascal du fait qu'il ne joue que quatre rencontres toutes compétitions confondues. Il ne dispute que deux matchs en championnat où Tours finit au onzième rang. Coiffier participe à deux matchs de la Coupe de France où les tourangeaux atteignent les demi-finales. 
L'ancien rouennais pense retrouver du temps de jeu pour l'exercice 1982-1983 après le départ d'Augustin mais l'arrivée d'Alain Polaniok est un obstacle et de ce fait Pascal ne dispute que douze matchs du championnat où son équipe finit 18e au classement synonyme de barrage de relégation, celui-ci est perdu face au Nîmes Olympique. En parallèle de l'exercice hexagonal Coiffier joue également quatre rencontres en Coupe de France où son équipe atteint pour la seconde fois d'affilée les demi-finales.
À la suite de la descente en D2, quelques nouveaux départs et l'arrivée de Guy Briet comme coach, la carrière de Pascal Coiffier est relancée. Briet fait de lui le partenaire de Polaniok comme milieux défensifs mais sans être un titulaire indiscutable car il ne joue que 22 rencontres du championnat où lui et son équipe terminent premier du groupe B. Et cette fois-ci Tours arrive à s'adjuger le titre de champion de France de D2 en venant à bout de l'autre premier, l'Olympique de Marseille, en les battant 4-3 score cumulé,.
Pour son retour en D1, les résultats du FC Tours ne sont pas satisfaisants, Pascal et ses coéquipiers s'enfoncent dans le bas du classement pour finir avant-derniers, synonyme de retour en D2. La seule satisfaction de la saison 1984-1985 pour le normand de naissance est qu'il dispute pratiquement le championnat en entier avec 35 matchs sur 38 et un but inscrit en constituant le duo de récupérateurs avec Boris Diecket.
Pascal Coiffier et le FC Tours ne peuvent jouer les premiers rôles afin de jouer la montée et ainsi ils terminent le championnat 1985-1986 à la neuvième position. En parallèle, les tourangeaux tirent leur épingle du jeu en Coupe de France puisqu'ils atteignent les quarts de finale.

### Brest (1986-1989)
Après sept années à Tours, Pascal Coiffier décide de quitter son club de cœur pour signer un contrat avec le Brest Armorique FC tout content de retrouver les pelouses de l'élite. Mais cela n'est pas facile pour l'ancien tourangeau de se faire une place dans l'effectif brestois du fait qu'à son poste le coach Raymond Keruzoré a également des joueurs de la trempe de Paul Le Guen, Maurice Bouquet, Thierry Goudet et Yvon Pouliquen. Ainsi Coiffier ne dispute que huit matchs pour un but du championnat 1986-1987 où les bretons terminent à une honorable huitième position.
Avec le départ de Pouliquen, le normand récupère du temps de jeu au point de disputer 27 rencontres durant la saison 1987-1988. Par contre au niveau collectif, le championnat est éprouvant à cause de résultats médiocres au point que Coiffier et ses coéquipiers terminent 18e.
Grâce à un bon recrutement, Pascal et Brest luttent tout l'exercice de D2 1988-1989 avec le FC Mulhouse pour finir en tête du groupe A. La seconde place leur vaut de disputer les barrages, qu'ils remportent. Au bout du compte les brestois ne seront restés qu'une année au second niveau du football français.

### Fin à Annecy puis Périgueux (1989-1992)
Mais l'ancien tourangeau ne suit pas Brest en D1 car pendant l'été 1989, il s'engage avec le FC Annecy en seconde division. Coiffier ne fait pas une saison 1989-1990 complète, il ne dispute que dix-sept rencontres du championnat où le club savoyard finit au quatorzième rang du classement.
Avec le recrutement de joueurs plus expérimentés, la saison 1990-1991 est mieux gérée et ainsi l'ancien brestois, qui fait une bonne année en jouant 28 matchs pour un but, et ses partenaires finissent neuvième avec le maintien assuré assez aisément.
À trente ans, Coiffier décide de quitter la Haute-Savoie pour aller évoluer en amateur du côté du Périgueux Foot où il n'y reste que la saison 1991-1992 avant de mettre un terme définitif à une honorable carrière partagée entre D1 et D2.
Après avoir pris sa retraite, Pascal Coiffier retourne dans sa Normandie natale pour devenir propriétaire d'un bureau de tabac,.

## Statistiques
| Saison                | Club                  | Championnat           | Championnat | Championnat | Coupe(s) nationale(s) | Coupe(s) nationale(s) | Total | Total |
| Saison                | Club                  | Division              | M.          | B.          | M.                    | B.                    | M.    | B.    |
| 1978-1979             | FC Rouen              | D2                    | 12          | 0           | 1                     | 0                     | 13    | 0     |
| 1979-1980             | FC Tours              | D2                    | 29          | 3           | 5                     | 0                     | 34    | 3     |
| 1980-1981             | FC Tours              | D1                    | 27          | 0           | 4                     | 0                     | 31    | 0     |
| 1981-1982             | FC Tours              | D1                    | 2           | 0           | 2                     | 0                     | 4     | 0     |
| 1982-1983             | FC Tours              | D1                    | 12          | 0           | 4                     | 0                     | 16    | 0     |
| 1983-1984             | FC Tours              | D2                    | 22          | 0           | 3                     | 0                     | 25    | 0     |
| 1984-1985             | FC Tours              | D1                    | 35          | 1           | 1                     | 0                     | 36    | 1     |
| 1985-1986             | FC Tours              | D2                    | 23          | 0           | 4                     | 0                     | 27    | 0     |
| Sous-total            | Sous-total            | Sous-total            | 150         | 4           | 23                    | 0                     | 173   | 4     |
| 1986-1987             | Brest Armorique FC    | D1                    | 8           | 1           | -                     | -                     | 8     | 1     |
| 1987-1988             | Brest Armorique FC    | D1                    | 27          | 0           | 1                     | 0                     | 28    | 0     |
| 1988-1989             | Brest Armorique FC    | D2                    | 22          | 0           | 8                     | 1                     | 30    | 1     |
| Sous-total            | Sous-total            | Sous-total            | 57          | 1           | 9                     | 1                     | 66    | 2     |
| 1989-1990             | FC Annecy             | D2                    | 17          | 0           | -                     | -                     | 17    | 0     |
| 1990-1991             | FC Annecy             | D2                    | 28          | 1           | 3                     | 0                     | 31    | 1     |
| Sous-total            | Sous-total            | Sous-total            | 45          | 1           | 3                     | 0                     | 48    | 1     |
| Total sur la carrière | Total sur la carrière | Total sur la carrière | 264         | 6           | 36                    | 1                     | 300   | 7     |

## Palmarès
Championnat de France D2
- Champion en 1984
- Finaliste en 1980